# Каноническое право
Каноническое право (лат. jus canonicum; англ. canon law; нем. kanonisches Recht) — совокупность правовых норм, составляющих основу церковного законодательства в поместных православных церквях, Католической церкви, древних восточных (дохалкидонских) церквях.
Нормы канонического права обязательны для соблюдения всеми членами церкви. Кодекс канонического права, главный документ Католической церкви, содержащий в себе нормы канонического права, регулярно переиздаётся. Кроме общего для всей церкви канонического права, существует также партикулярное каноническое право, относящееся к праву отдельных церквей.

## История
Исторически каноническое право на Западе рассматривалось как понятие более широкое по отношению к церковному праву, поскольку каноническое право касалось не только вопросов внутренней церковной жизни, но и тех правовых норм, которые не касались церковной жизни напрямую, но входили в Средние века в юрисдикцию Церкви. С ходом исторического развития и с сужением влияния Церкви на светские вопросы база канонического права постепенно сужалась и в настоящее время практически совпадает с базой церковного права.
Исторически каноническое право базируется на дисциплинарных нормах Древней Церкви. Начиная с XII века преподавание канонического права отделилось от теологии, сначала в Болонье, позднее в Париже и в других европейских высших школах (studia generalia) или университетах, возникавших по болонскому или парижскому образцу. В XII веке в Церкви появился т. н. «Декрет Грациана» (лат. Concordia discordantium canonum, буквально «Согласование канонических расхождений»). Этот декрет систематизировал каноническое право и стал, фактически, его первым суммирующим кодексом. Сборники папских декреталий, выходившие впоследствии, дополняли этот декрет. В 1580 году Декрет Грациана и дополняющие его папские декреталии, суммарно именуемые «лат. Extravagantes», то есть «Выходящие за пределы» (Декрета Грациана) составили новый Корпус Канонического права (лат. Corpus juris canonici)
По мере развития общества наблюдалось отделение церкви от государства, тенденция к отделению была положена еще в средние века.
После победы антимонархических революций в Европе, ограничения власти монархов и последовательного законодательного отделения церкви от государственных функций, каноническое право окончательно утратило правовую значимость, а верховенство базовых прав человека, включающих свободу граждан от принуждения к исповеданию положений той или иной религии, закреплены в 1966 году Международным пактом ООН.

## Настоящее время
В 1917 году папа Бенедикт XV утвердил «Кодекс канонического права 1917 года», который заменил собою все прочие собрания канонических документов и упорядочил каноническое право. Последняя по времени (и действующая ныне) редакция «Кодекса канонического права» (ККП) принята в 1983 году. Отдельно стоит заметить, что эта редакция действительна только для католиков латинского обряда. Восточнокатолические церкви, которые именуются также «церкви Sui iuris» (церкви своего права) пользуются в своей жизни другим сводом, а именно Кодексом канонов Восточных церквей (ККВЦ), который базируется на ККП латинского обряда, однако, в то же время учитывает особенности церковной жизни Восточных церквей и устанавливает общие нормы, которые каждая Восточная церковь имеет возможность наполнять конкретным содержанием соответственно своим церковным традициям.
Современное каноническое право регулирует церковные вопросы, касающиеся:
- церковного правотворчества,
- прав и обязанностей членов церкви,
- иерархии церкви,
- канонов совершения таинств,
- управления церковным имуществом,
- церковной дисциплины и т. д.